# 대한민국 제15대 대통령 선거 신한국당 후보 경선
대한민국 제15대 대통령 선거 신한국당 후보 경선은 1997년 7월 21일 신한국당 전당대회에서 치러졌다. 경선 결과, 제15대 대한민국 대통령 선거에 출마할 당의 후보로 경사 이회창이 선출되었다.
신한국당의 총재이던 김영삼 대통령은 당초 특정 후보를 지지할 방침을 밝혔으나, 당내에서 김 대통령이 뒤로 물러나줄 것을 원하는 분위기가 형성되자 중립을 지키기로 했다. 이로써 신한국당의 경선은 대한민국 집권당 역사상 최초의 자유 경선으로 치러지게 되었다.
그러나 경선 결과 2위로 패배한 이인제 경기도지사는 결과에 불복, 9월 13일 탈당을 선언하고 국민신당 후보로 독자 출마하였다.
이후 신한국당은 1997년 11월 21일에 민주당과 한나라당으로 합당하는 등 대선 전열을 가다듬었으나, 이회창 후보는 결국 선거에서 김대중 새정치국민회의 후보에게 패배하게 되었다.

## 경선 방식
신한국당은 미국식 지역별 순회 경선을 비롯해 여러 형태의 경선 방식을 고민한 끝에 기존의 방식대로 전당대회에서 대의원들이 한꺼번에 투표하는 방식을 유지하기로 하였다. 신한국당은 당헌 당규를 후보 중 과반 득표자가 없을 시 3차 투표까지 가는 기존의 방식에서 2차 투표까지 가는 것으로 개정하고, 재적 대의원의 과반을 득표해야 하는 것에서 출석 대의원의 과반을 얻어야 하는 것으로 개정했다. 또한 대의원 수를 5천여 명에서 1만 2천여 명으로 늘리고, 선출직 대의원 비율을 늘림으로서, 대통령 후보 선출이 더 민심을 반영할 수 있도록 하였다. 선출직 대의원 수는 당무회의 선출 500명, 중앙상무위원회 선출 600명, 15개 시·도 대회 선출 525명 (1개 시·도 당 15명에서 35명으로 확대), 253개 지구당 선출 8,855명 (1개 지구당 당 7명에서 35명으로 확대) 등으로 했으며, 전체 대의원의 20%는 반드시 여성으로 구성하도록 했다.

### 후보 등록
신한국당은 또한 이홍구, 최병렬, 박찬종, 이인제 등 상대적으로 당내 기반이 약한 후보들에게 경선 참여의 길을 열어주기 위해 입후보를 위한 대의원 수를 "8개 시도에서 1개 시도당 50~100명씩"에서 "3개 시도에서 1개 시도당 50~100명씩"으로 완화했다. 또한 대의원 추천 없이 당무회의 제청에 의해 입후보할 수 있도록 한 규정도 없애 상향식 후보 추천 문화를 조성하려 애썼다.

### 투개표
후보의 난립으로 어느 후보도 1차 투표에서 과반을 득표하지 못하고 결선 투표가 진행될 것이 확실시 되는 가운데, 신한국당은 소요 시간을 단축하기 위한 고민에 빠졌다. 6,660명의 대의원이 투표한 1992년 경선 때도 투개표에 6시간이 걸린 바 있었는데, 사상 최대 규모인 1만 2천 명의 대의원들이 두 번이나 투표하고 그걸 개표하는 시간을 합치면 최소 10시간의 시간이 걸릴 것으로 예상되고 있었다. 그럴 경우 대회가 7월에 열려 날이 무더운데다 참석 인원이 많아 대회장 내부는 찜통이 될 터였다. 그렇다고 만약 2차 투표를 1차 투표 다음 날 하기로 하고 전당대회를 이틀로 잡자니 그 사이 각 캠프에서 지방에서 올라온 대의원들의 숙소를 찾아 매수를 시도하는 등 구태 정치의 작태가 벌어질 수 있다는 우려가 있었다.
결국 신한국당은 개표 시간이라도 줄이기 위해 사상 최초로 OMR 카드 형식의 투표용지를 준비했는데, 도장에 기존의 붉은 인주 대신 컴퓨터 감응용 푸른 잉크를 찍어 지지 후보 이름 옆의 기표란에 찍어 투표하고, 이후 투표용지를 모아 판독기에 돌리면 컴퓨터가 자동으로 전자 개표를 하는 방식이었다. 다만 2차 투표는 결선 진출 후보자가 누가 될지 알 수 없는 만큼 OMR 카드 투표용지를 미리 준비할 수 없어 기존의 수개표 방식을 써야 했고, 2차 투표 투표용지는 아예 10분에 5천 장을 인쇄할 수 있는 고속 인쇄기를 준비해 뒀다가 현장에서 바로 만들어야 했다.

## 후보
| 신한국당 제15대 대통령 선거 경선 후보 | 신한국당 제15대 대통령 선거 경선 후보 | 신한국당 제15대 대통령 선거 경선 후보 | 신한국당 제15대 대통령 선거 경선 후보 | 신한국당 제15대 대통령 선거 경선 후보 |
| 기호                                  | 후보                                  | 생년                                  | 경력 | 비고                                  |
| ------------------------------------- | ------------------------------------- | ------------------------------------- | --- | ------------------------------------- |
| 1                                     | 김덕룡                                | 1941년                                | 제17·22대 정무제1장관 제13·14·15대 국회의원 前 민주자유당 사무총장                                                                                               |                                       |
| 2                                     | 박찬종                                | 1939년                                | 前 신정치개혁당 총재 제9·10·12·13·14대 국회의원 前 통일민주당 정책위원회 의장 신정치개혁당 제14대 대통령 선거 후보                                               |                                       |
| 3                                     | 이한동                                | 1934년                                | 제51대 내무부 장관 제14대 국회 후반기 국회부의장 제11·12·13·14·15대 국회의원 前 민주정의당·민주자유당 원내총무 前 민주정의당 사무총장 민주정의당 정책위원회 의장 |                                       |
| 4                                     | 최병렬                                | 1938년                                | 제8대 노동부 장관 초대 공보처 장관 제18대 문화공보부 장관 대통령비서실 정무수석비서관 제29대 서울특별시장 제12·14·15대 국회의원                                  |                                       |
| 5                                     | 이회창                                | 1935년                                | 제26대 국무총리 제8대 중앙선거관리위원장 제15대 감사원장 신한국당 대표위원 제15대 국회의원                                                                       | 2차 경선 진출 최종 후보 선출          |
| 6                                     | 이수성                                | 1939년                                | 제29대 국무총리 서울대학교 총장 |                                       |
| 7                                     | 이인제                                | 1948년                                | 제10대 노동부 장관 제29대 경기도지사 제13·14대 국회의원 | 2차 경선 진출                         |

민주계의 수장과도 같던 최형우 전 내무부 장관은 당초 출마를 준비하였으나 뇌졸중으로 쓰러지면서 좌절됐다.
이홍구 전 국무총리는 국민적 호응을 일으키지 못했다며 경선을 포기했다.
초기 각종 여론조사에서 1위를 달리는 등 유력 후보였던 박찬종 전 의원은 전당대회 불과 이틀 전인 7월 19일, "본선 경쟁력과 무관하게 나는 대의원 확보 싸움에서 완전히 실패했다"며 후보직을 사퇴했다. 일반 국민들 사이에서의 높은 인기에도 불구하고 신한국당 입당 후로 기반 세력 확보에 고전하고 있던 박 전 의원의 충격적인 사퇴를 두고 일각에서는 당심과 민심 사이에 괴리가 너무 큰 게 아니냐는 비판도 제기되었다.

### 민주계와 민정계의 갈등
이인제 경기지사, 이수성 전 총리, 김덕룡 의원 등은 민주계로 분류되었으며, 이한동 의원과 최병렬 의원은 민정계로 분류되었다. 1996년 1월에야 신한국당에 입당한 바 있던 이회창 당 대표위원과 박찬종 의원은 한쪽 계파에 일원이라 하긴 어려웠으나, 각각 민정계와 민주계와 밀접한 관계를 맺고 있었다.
민정계와 민주계는 대선 후보 자리를 놓고 치열한 신경전을 벌였는데, 나라를 위한 모임(나라회)을 중심으로 한 민정계는 이회창 전 총리를 지지하는 쪽으로 단결한 반면, 민주계는 이인제, 이수성 등을 놓고 갈등하며 지지할 후보를 정하지 못하는 모습을 보였다. 결국 민주계의 큰 모임인 민주산악회, 정치발전협의회 등은 중립을 선언했다. 그런데 지구당 위원장 및 대의원 여론조사 결과 나라회는 물론 민주산악회와 정발협 회원들 중에서도 이회창 후보 지지자가 많은 것으로 나타나, 이회창 후보의 당선이 유력해보였다.

### 反이회창 4인 연대
전당대회 전날인 20일, 이인제 경기도지사, 이한동 의원, 김덕룡 의원, 이수성 전 국무총리 등은 반이회창 4인연대를 결성하고 1차 투표에서 결선 투표에 누가 진출하든지 네 명이 합심해 밀어주기로 합의하였다.

## 경선 일정
- 6월 4일~6월 10일: 전국 253개 지구당서 지구당 선출 대의원 8,855명 선출하는 지구당 정기대회 개최[14]
- 6월 11일~6월 13일: 전국 15개 시도지부에서 시도지부 대의원 1,225명 선출하는 시도지부 대회 개최[15]
- 6월 14일~6월 22일: 각 지구당 및 시도지부에서 선출한 대의원 명단 접수
- 6월 20일: 중앙위원회 몫 대의원 선출
- 6월 23일: 당무회의 몫 대의원 선임
- 6월 27일: 당무회의에서 전당대회 대의원 명부 확정
- 6월 29일~7월 2일: 후보 등록
- 7월 5일: 경기 지역 합동연설회
- 7월 7일: 강원 지역 합동연설회
- 7월 8일: 충북 지역 합동연설회
- 7월 9일: 대구·경북 지역 합동연설회
- 7월 10일: 광주·전남 지역 합동연설회
- 7월 11일: 부산 지역 합동연설회
- 7월 12일: 제주 지역 합동연설회
- 7월 14일: 전북 지역 합동연설회
- 7월 15일: 인천 지역 합동연설회
- 7월 16일: 대전·충남 지역 합동연설회
- 7월 18일: 경남 지역 합동연설회
- 7월 19일: 서울 지역 합동연설회
- 7월 21일: 대통령 후보를 선출하는 전당대회 개최

## 논란

### 이회창 대표 사퇴 논란
당 대표를 맡고 있던 이회창 후보가 경선 중에도 대표직을 유지하려 하자, 타 후보들은 경선에 영향을 미칠 수 있다며 강력히 항의했다. 이 대표 측은 처음엔 사퇴 요구를 거부했으나, 결국 6월 30일 후보 등록을 마치고 바로 대표직을 내려놓았다.

### 박정희 예찬, 지역주의 편승 논란
경선 후보들은 지역 순회 연설회 중 대구 경북 지역 연설회에서 박정희를 칭송하는 발언을 하여 논란이 되었다. 그러나 이후 광주, 부산 등 박정희 정권의 탄압을 받은 지역에 가서는 박정희를 비판하는 연설을 하여 지역주의에 편승한다는 비판을 받았다.

## 결과
7월 21일 열린 전당대회에서 이회창 전 총리는 결선 투표까지 간 끝에 승리를 확정지었다. 4인 연대가 1차 투표에서 받은 표를 합치면 이론 상으론 뒤집기가 가능해보였으나, 결국 이회창 대세론을 꺾지 못했다. 결국 대선 후보 자리를 놓고 민주계와 민정계 사이에 벌어진 치열한 신경전은 민정계의 승리로 끝났고, 대선 기간 동안 이회창 측의 압력으로 민주계의 수장인 김영삼 대통령이 신한국당을 탈당하는 등 양 계파의 사이는 크게 악화되게 된다.
| 이름     | 1차 투표 | 1차 투표 | 결선 투표 | 결선 투표 |
| 이름     | 득표수   | 득표율   | 득표수    | 득표율    |
| -------- | -------- | -------- | --------- | --------- |
| 이회창   | 4,955    | 40.9%    | 6,922     | 60.0%     |
| 이인제   | 1,774    | 14.7%    | 4,622     | 40.0%     |
| 이한동   | 1,766    | 14.6%    |           |           |
| 김덕룡   | 1,673    | 13.8%    |           |           |
| 이수성   | 1,645    | 13.6%    |           |           |
| 최병렬   | 236      | 1.9%     |           |           |
| 기권     | 27       | 0.2%     | 0         | 0.0%      |
| 무효     | 28       | 0.2%     | 0         | 0.0%      |
| 총투표수 | 12,104   | 12,104   | 11,544    | 11,544    |

### 정견발표
신한국당은 축제의 장이 돼야 할 대회장이 후보자간 상호 비방으로 얼룩질 것을 우려, 투표 전 정견 발표를 불허하기로 결정했는데, 이인제 등은 전당대회에서 대의원 긴급 동의를 통해 정견 발표 허용을 요구했으나 묵살 당했다. 그러나 결선 투표 때는 투표 전 후보자 정견 발표가 극적으로 합의돼 양 후보가 각 10분 씩 연설을 하게 되었다.

### 재검표
투표 시작 전, 일부 후보들은 전자 개표는 조작의 가능성이 있다며 수개표를 요구했으나 받아들여지지 않았다.
오전 10시 45분 시작해 예정보다 30분 이른 12시 45분 경 끝난 제1차 투표에서는 이회창 4,963표, 이인제 1,776표, 이한동 1,771표로 나와 이회창·이인제 두 후보가 결선 투표에 진출하게 됐는데, 5표 차 3위를 한 이한동 후보의 강력한 요구로 수작업으로 재검표를 하게 됐다.
전수 재검표를 해야 한다는 이한동 캠프 측과 시간 상 불가능하다며 일부 재검표를 제안한 당 선관위 측은 결국 컴퓨터가 판독불능 처리해 수개표된 표 전체와 정상개표된  표 중 2개 투표구의 표를 재검표해 한 표라도 이상이 발견될 시 2차로 전수 재검표하는 것으로 합의를 보고, 이인제 후보에게도 동의를 얻었다.
3시 반쯤 끝난 1차 재검표 결과, 이회창 후보의 표 중 2표와 이한동 후보의 표 중 1표가 무효표로 바뀌었다. 이 과정에서 특수 잉크가 아닌 일반 인주로 찍은 표도 컴퓨터가 유효표로 개표한 것이 발견되고 다시 넣어봐도 유효표로 인식하는 등, 개표 시스템에 오류가 발견됐다. 이한동 캠프는 이에 약속대로 전체 재검표를 요구했고, 오후 5시쯤 끝난 2차 재검표 결과 이회창 후보의 표 중 8표와 이한동 후보의 표 중 5표, 이인제 후보의 표 중 2표가 또 무효표로 바뀌었는데, 결국 결과는 달라지지 않았고 시간만 수 시간가량 지체되는 꼴이 되었다.

## 민주당과의 합당
이회창 후보가 병풍 의혹으로 지지율이 추락하고 이인제 후보가 독자 출마를 선언하는 등 위기를 맞은 신한국당은 민주당과의 통합을 통해 난국을 타개하고자 했다.
민주당 측에서 합당의 조건으로 내건 김영삼 대통령의 신한국당 탈당이 이루어진 1997년 11월 7일, DJP 연대에 대항키 위한 통합 신당 구성에 합의했다고 발표하였다. 신한국당은 11월 11일, 민주당은 11월 12일 각각 당무회의를 열고 합당을 의결하였다. 양당은 11월 13일 통합 신당의 대통령 후보는 이회창, 신당의 초대 총재는 조순이 맡을 것을 골자로 하는 합의문에 서명하고 이를 발표하였다.
신당의 당명으로는 신민주당, 한국민주당, 선진한국당 등이 거론되었으나, 11월 16일 양당 대표단 회의 결과 한나라당으로 최종 확정되었다. 한나라라는 이름은 '큰 나라'라는 뜻과 '하나의 나라'라는 이중적인 의미를 갖고 있었다.
11월 21일, 신한국당과 민주당은 대전 충무체육관에서 합당 대회를 개최하여 통합 신당 한나라당은 공식 출범을 보게 되었다. 먼저 오전에는 신한국당이 공식적으로 합당을 의결하기 위한 신한국당 전당대회가, 오후에는 양당이 공동으로 참여하는 합당 전당대회가 개최되었다. 합당 전당대회에서 이회창 총재는 한나라당의 명예총재 및 대선 후보로 추대되었으며, 조순 총재는 한나라당의 초대 총재로 선출되었다. 쟁점 중 하나였던 이기택 전 민주당 총재의 지위 문제는 선거대책위원회 의장이라는 직책을 신설하고 여기에 이기택 전 총재를 임명하는 것으로 일단락되었다.

## 같이 보기
- 대한민국 제15대 대통령 선거
- 대한민국 제15대 대통령 선거 새정치국민회의 후보 경선
- 대한민국 제15대 대통령 선거 민주당 후보 선출
- 대한민국 제15대 대통령 선거 자유민주연합 후보 경선
- 대한민국 제15대 대통령 선거 국민신당 후보 선출
- 대한민국 제15대 대통령 선거 국민승리21 후보 선출